# Szczaki Złotokłos
Szczaki Złotokłos – przystanek osobowy kolejki wąskotorowej w Złotokłosie, w gminie Piaseczno powiecie piaseczyńskim, województwie mazowieckim, w Polsce.
Przystanek kolejowy oddano do użytku 10 kwietnia 1914 pod nazwą Szczaki, wraz z odcinkiem linii wąskotorowej pomiędzy Gołkowem a Grójcem. Budynek dworcowy został wybudowany w 1913 roku po północnej stronie torów kolejowych według projektu Konstantego Jakimowicza. W latach trzydziestych XX wieku, po utworzeniu osady Złotokłos w ramach parcelacji dóbr Szczaki, zmieniono nazwę przystanku na Szczaki Złotokłos. 
Do 1 lipca 1991 przystanek obsługiwał rozkładowy ruch pasażerski, zaś od 2002 roku jest wykorzystywany w obsłudze ruchu turystycznego. Po zamknięciu ruchu rozkładowego budynek dworca został przeznaczony na cele mieszkaniowe, zaś w 2013 roku został rozebrany. Na przystanku znajduje się czynna dwutorowa mijanka.